# Carpelimus weissi
Carpelimus weissi är en skalbaggsart som först beskrevs av Notman 1924.  Carpelimus weissi ingår i släktet Carpelimus och familjen kortvingar. Inga underarter finns listade i Catalogue of Life.